# Hossbach-memorandum
Het Hossbach-memorandum is de samenvatting van een geheime bijeenkomst van nazi-prominenten op 5 november 1937 in de Rijkskanselarij te Berlijn in Duitsland.
Hierbij waren aanwezig de Duitse dictator Adolf Hitler en een belangrijk deel van zijn politieke en militaire staf. Tijdens deze bijeenkomst schetste Hitler zijn toekomstige expansie in Europa. De bijeenkomst markeerde een keerpunt in het buitenlands beleid van Hitler, dat hierna radicale vormen aannam.
Volgens het memorandum voorzag Hitler pas in de periode 1943–1945 een conflict met de naburige grootmachten Groot-Brittannië en Frankrijk. Op korte termijn achtte hij gebiedsuitbreiding in de omliggende landen noodzakelijk ten behoeve van de worstelende Duitse economie. Het memorandum werd vernoemd naar kolonel Friedrich Hossbach, een van Hitlers militaire adjudanten; deze zette het vijf dagen na afloop op papier.

## Deelnemers
Aan de bijeenkomst namen deel:

## Historische status van het memorandum
De status van het memorandum is omstreden vanwege de wijze van totstandkoming en de herkomst; het memorandum werd pas na de oorlog publiek tijdens de Processen van Neurenberg: het transcript van het oorspronkelijke handschrift (dat zich in Britse handen bevond) werd gebruikt (volgens critici een kopie van een kopie). Het feit dat Hossbach eerst vijf dagen na de bijeenkomst aan de hand van notities in telegramstijl het memorandum uitwerkte maakt het historisch waarheidsgehalte tot een punt van discussie onder historici. Ook het feit dat Hitler tegen zijn gewoonte in volstrekt niet geïnteresseerd bleek te zijn in beoordeling van het stuk maakt dat twijfel rees over de historische waarde.

Het memorandum wordt door diverse historici vaak gebruikt om te aan te tonen dat Hitler al in 1937 een algemene Europese oorlog voorbereidde (bekend als de Tweede Wereldoorlog), of anders gezegd, dat de dictator al vroeg een langetermijnplanning ontwikkelde die opzettelijk tot een conflict met de geallieerden zou leiden. Andere historici, zoals Hitlerbiograaf Ian Kershaw, betogen dat een dergelijke planning niet uit het document valt af te leiden en zien het Hossbach-memorandum meer als een geïmproviseerde reactie van Hitler op de groeiende crisis binnen de Duitse economie in de late jaren 1930.

## Inhoud
De conferentie werd georganiseerd naar aanleiding van klachten van admiraal Raeder dat de marine (Kriegsmarine) veel minder grondstoffen kreeg toebedeeld dan andere krijgsmachtonderdelen. De conferentie was dus oorspronkelijk bedoeld dit geschil op te lossen. Hitler maakte echter van de gelegenheid gebruik zijn visie op het toekomstig buitenlands beleid te schetsen. Hij verklaarde dat, mocht hij vroegtijdig komen te overlijden, de inhoud van de conferentie moest worden beschouwd als zijn "politieke testament". Volgens Hitler was de Duitse economie in een crisis terechtgekomen die alleen kon worden opgelost door een drastische daling van de levensstandaard dan wel dat met geweldsmiddelen meer "Lebensraum" werd verkregen. Bij dat laatste doelde hij op de annexatie van Oostenrijk en Tsjechoslowakije. Bovendien kondigde Hitler aan dat het noodzakelijk was binnen de komende vijf of zes jaar te handelen, wilde Duitsland "twee door haat geïnspireerde antagonisten" voor zijn, daarbij doelend op Groot-Brittannië en Frankrijk. Hitler stelde dat Duitsland voor wat betreft de wapenwedloop met deze landen al achterop was geraakt.
Een opvallende wending in het Hossbach-memorandum is Hitlers nieuwe benadering van Groot-Brittannië, van potentiële bondgenoot in 1928 (Mein Kampf, deel 2) naar een door "haat geïnspireerde tegenstander" in 1937, die niet bereid en niet in staat zou zijn een sterk Duitsland te aanvaarden. Deze verandering betekende een ommekeer in Hitlers kijk op Groot-Brittannië. De Duitse historicus Klaus Hildebrand heeft betoogd dat het memorandum het begin markeerde van een "ambivalente houding" richting Groot-Brittannië.

### Autarkie
Het eerste deel van het genotuleerde document beschrijft Hitlers wens Duitsland om te vormen tot een autarkische staat, met als achterliggende gedachte dat een beroep op anderen een staat zwak maakt. Het bereiken van die autarkie is dan slechts mogelijk – aldus Hitler – onder strikt nationaalsocialistische leiding van de staat, met als uitgangspunt dat zo veel mogelijk grondstoffen, voedsel en energie uit eigen middelen verkregen moet kunnen worden. Dit is door sommige historici als oorlogsvoorbereiding gekenmerkt, aangezien Duitsland aldus niet van de andere grote Europese mogendheden economisch afhankelijk zou zijn.

### Lebensraum
Het tweede deel van het document bevatte maatregelen die zouden moeten worden genomen naar aanleiding van een aantal mogelijke scenario's die Hitler in de omringende landen denkbaar achtte. Bijvoorbeeld een oorlog tussen Frankrijk en Duitsland met als risico betrokkenheid van Groot-Brittannië en de Sovjet-Unie. Om de veiligheid van het Duitse Rijk te waarborgen zou daarom eerst in het Oosten een uitbreiding van 'lebensraum' moeten plaatsvinden, waarna Duitsland in het westen de handen vrij had.

## Reactie van de aanwezigen
Fundamenteel gingen alle aanwezigen mee in de gedachtegang van Hitler, alleen de kwestie van de geschatte benodigde tijd voor herbewapening werd een geschilpunt. Aan het einde van de conferentie beoordeelden drie van de aanwezigen (te weten Von Blomberg, Von Fritsch en Von Neurath) de ideeën van Hitler als te riskant – Duitsland zou naar hun inzicht meer tijd nodig hebben voor de herbewapening (die op dat moment al drie jaar in gang was). Verder beschouwden ze de door Hitler omschreven risico's als oorzaak voor oorlog als te onwaarschijnlijk; zoals de mogelijkheid dat de toen aan de gang zijnde Spaanse burgeroorlog zou kunnen leiden tot een Frans-Italiaanse oorlog in de Middellandse Zee of dat Frankrijk op de rand van een burgeroorlog zou komen te staan (met een mogelijke communistische coup tot gevolg). Bovendien werd aangevoerd dat daarentegen elke Duitse agressie richting het oosten, met name Tsjechoslowakije of Oostenrijk, zou uitmonden in een oorlog met Frankrijk, vanwege de Franse alliantie met de Sovjet-Unie, en juist die aanpak zou leiden tot een conflict met Groot-Brittannië, aangezien de Britten een Franse nederlaag ten koste van alles zou willen voorkomen. Vooral dat laatste was de reden dat Von Blomberg en Von Fritsch fel gekant waren tegen de plannen. Ook Von Neurath deelde later zijn ongerustheid mede aan Hitler ('ten diepste geschokt').

## Impact van het memorandum
De betrouwbaarheid van het Hossbach-memorandum staat ter discussie, onder andere ten gevolge van het feit dat de notulen pas vijf dagen later door Hossbach werden gemaakt, deels met behulp van aantekeningen die hij maakte en deels uit zijn herinnering. Tijdens de naoorlogse processen van Neurenberg werd een verkorte versie van het memorandum opgevoerd als bewijs voor de oorlogsplanning van de nazi's. Historici zijn het er later niet over eens in hoeverre dat het in het document beschrevene werkelijk de intentie van de Duitse dictator weergaf. De Britse historicus A.J.P. Taylor betoogde dat het manuscript niet aantoont dat impliciet een concreet besluit voor agressieve plannen van Hitler werd genomen, maar dat de intenties van de dictator meer uitgingen naar het stimuleren van de bewapening. Hitlerbiograaf Joachim Fest schrijft "De psychologische betekenis van deze uiteenzetting weegt echter blijkbaar zwaarder dan de politieke. De notities van Hossbach zijn niet zozeer het bewijs van nieuwe plannen, als wel vooral van de steeds duidelijker wordende angst dat hij (Hitler) geen tijd meer zou hebben". Volgens Fest waren alle oorlogsplannen al in Hitlers boekwerk Mein Kampf uiteengezet, zodat dat ook in 1937 moeilijk als een verrassing kon komen.
Feit is dat de aanwezigen die tijdens of direct na de bijeenkomst zich kritisch uitlieten over de plannen binnen enkele maanden hun functie waren kwijtgeraakt. De aanleiding voor vertrek dan wel ontslag was divers en niet terug te leiden tot de novemberbijeenkomst, een direct causaal verband is nimmer aangetoond. Maar Hitler was niettemin zijn belangrijkste critici kwijt: de minister van Defensie Von Blomberg, bankpresident Schacht en legerleider Von Fritsch. Zij allen werden opgevolgd door stromannen, die Hitler zelden tegenspraken. Niettemin raakte de Duitse legertop onderling ernstig verdeeld over Hitlers plannen en groeide de tegenstand. Uiteindelijk zou de kloof tussen de militaire top en de Führer uitmonden in de aanslag van 20 juli 1944.